# Gothic Kabbalah
Gothic Kabbalah är ett musikalbum av det svenska metalbandet Therion.
Gothic Kabbalah skiljer sig från Therions tidigare album, främst genom att det inte är lika körorienterat, och orkestern får knappt ta någon plats alls. Mats Levén och Petter Karlsson, som spelat med bandet sen deras Lemuria/Sirius B turné, har fått ta stor del i låtskrivandet. De inhyrda gästsångarna har också fått en större roll (Mats Levén, Snowy Shaw, Katarina Lilja och Hannah Holgersson, med flera). 
Gothic Kabbalah är mixad av Stefan Glaumann som tidigare jobbat med bland annat Rammstein, Evergrey, Europe och Def Leppard. Det har skett några ändringar i line-upen jämfört med förra skivorna Lemuria/Sirius B. Sång på skivan framförs av bland andra solisterna Mats Levén, Snowy Shaw, Katarina Lilja och Hanna Holgersson.

## Utgåvor
Albumet kommer att vara uppdelat i 2 cd-skivor. Följande utgåvor kommer ges ut:
1. 2-cd Digipack (specialutgåva med omslag gjort i hårdpapp)
2. 2-cd Jewelcase (vanlig förpackning av hårdplast)

## Låtlista
CD 1:
1. Der Mitternachtlöwe - 5:38 (Christofer Johnsson, Mats Levén)
2. The Gothic Kabbalah - 4:32 (Petter Karlsson)
3. The Perennial Sophia - 4:53 (Johan Niemann, Mats Levén, Petter Karlsson)
4. Wisdom and the Cage - 5:13 (Kristian Niemann, Petter Karlsson)
5. Son of the Staves of Time - 5:10 (Mats Levén)
6. Tuna 1613 - 4:21 (Petter Karlsson, Snowy Shaw)
7. Trul - 5:11 (Petter Karlsson)
8. Close up the Streams - 3:55 (Christofer Johnsson, Mats Levén)

CD 2:
1. Wand of Abaris - 5:50 (Christofer Johnsson, Kristian Niemann)
2. Three Treasures - 5:30 (Christofer Johnsson)
3. The Path to Arcady - 3:53 (Petter Karlsson, Kristian Niemann)
4. TOF - The Trinity - 6:17 (Kristian Niemann, Mats Levén, Petter Karlsson)
5. Chain of Minerva - 5:28 (Johan Niemann, Petter Karlsson, Mats Levén)
6. The Falling Stone - 4:50 (Petter Karlsson)
7. Adulruna Rediviva - 14:36 (Christofer Johnsson, Kristian Niemann)

## Innebörden
Om innebörden av ordet Kabbalah kan man läsa här.